# Cimetière Miséricorde
Pour un article plus général, voir Cimetières de Nantes.
Le cimetière Miséricorde est un lieu de sépulture situé dans le quartier Hauts-Pavés - Saint-Félix à Nantes, en France. Ouvert en 1793, il est surnommé au XXIe siècle « le Père-Lachaise nantais ». Le long d'une allée bordée de cyprès et de tilleuls sont alignés une soixantaine de mausolées de style néogothique, qui abritent les défunts des « grandes familles » nantaises. Ce sont 16 000 tombeaux qui ont été répartis dans le cimetière entre l'origine des registres en 1793 et 2010.

## Histoire

### Origines
Il semblerait qu'il ne s'agisse pas du premier lieu de sépulture ayant existé à cet endroit, puisqu'au printemps 2014, lors de travaux de démolition sur le terrain de l'ancien service des eaux de la rue d'Auvours, situé à proximité de l'entrée principale du cimetière, fut découvert une quinzaine sépultures datant du Ier et IIe siècles. Selon les premières constations archéologiques, ces crémations sont sans doute plus nombreuses et préfigurent l'existence d'une vaste nécropole de l’époque gallo-romaine en ces lieux. Une fouille approfondie est programmée pour l’automne sur l’ensemble du site,.
En 1026 est fondée la chapelle de Miséricorde. Selon la légende, elle aurait été édifiée en hommage à trois chevaliers ayant combattu un dragon de grande taille sévissant dans la forêt qui recouvrait autrefois la zone du Marchix. La mâchoire du dragon aurait été conservée dans une boite métallique qui faisait partie du trésor de la cathédrale de Nantes.

### Création
En 1791, la municipalité de Nantes achète la tenue maraîchère de la Miséricorde, qui tenait son nom de la chapelle dépendant de la paroisse Saint-Similien. Sur ce terrain — destiné à accueillir les défunts des paroisses de Saint-Nicolas et Saint-Similien (de laquelle relève la chapelle Notre-Dame de Miséricorde) — est implanté le cimetière Miséricorde. Le premier hôte en a été un certain Jean Clouet, inhumé le 3 mai 1793.
Avec la période révolutionnaire, la mortalité augmente, à tel point que le 24 janvier 1794 il n'y a plus de place à la Bouteillerie, ouvert vingt ans auparavant. La Mairie utilise un terrain des Carmes de Nantes, près de la chapelle de la Miséricorde, et la première inhumation a lieu en mai 1793. À la suite d'une attaque des Chouans le 29 juin 1793, le lieu est ravagé.

### Développement
Le cimetière renaît quelques années plus tard. Il est pourvu d'un mur de clôture et d'un portail en bois conçu par l'architecte Mathurin Peccot en 1803. En 1816, il est procédé à un agrandissement rendu possible par l'acquisition d'une parcelle de 3 600 m2 avec une partie des fonds récoltés par la taxe exceptionnelle prélevée pour l'entretien des troupes alliées victorieuses de Napoléon Ier.
En 1829, en raison du manque de place, on procède à des inhumations par deux dans la même fosse. La mairie achète alors un terrain assez cher mais jouxtant le cimetière, augmentant la surface de celui-ci des deux tiers à partir de 1830.
Le cimetière Miséricorde est considéré, en 1837, comme « le plus beau » de Nantes ; aussi le conseil municipal décide de doter l'entrée d'une grille monumentale située rue du Bourget, dans l'axe de la rue d'Auvours.
En 1847, la municipalité de Ferdinand Favre tente de créer une nécropole conforme à la loi pour remplacer Miséricorde et La Bouteillerie, absorbés par l'urbanisation et donc trop proches des habitations. Mais Nantes se trouve confrontée à deux refus contradictoires. L'État, par la voix du gouvernement, en 1839, formule l'interdiction des agrandissements des sites existants car cela contreviendrait à la loi de 1804. Mais dans le même temps le préfet, représentant de l'État à Nantes, refuse de soutenir le projet de création d'un nouveau cimetière. Miséricorde et Bouteillerie sont alors agrandis par pragmatisme, au mépris de la loi de 1804.
En décembre 1847, l'architecte-voyer Henri-Théodore Driollet propose de créer une nouvelle nécropole « loin de toute habitation », rue Noire. En effet les riverains de Miséricorde s'opposent à une nouvelle extension du site. Ils s'appuient sur le décret du 23 Prairial an XI qui impose une distance de minimum 35 mètres des habitations, et interdit l'implantation de cimetière dans l'enceinte des villes. Argumentant sur le fait qu'il s'agit d'un site existant et que les zones d'extension prévues placeraient les sépultures plus loin des habitations que celles qui étaient déjà implantées, la préfecture de Loire-Inférieure autorise un nouvel agrandissement sur un terrain adjacent. 36 000 m2 supplémentaires sont aménagés.
Lors d'une délibération concernant une nouvelle extension de 27 000 m2 en janvier 1890, la municipalité de Charles Lechat fait mentionner que cette extension est autorisée à condition qu'on s'attelle au problème des concessions perpétuelles, dont le développement provoque une pénurie de place, et on évoque l'alternative de la crémation, avant de conclure à la nécessité d'un nouveau site. La surface totale du cimetière Miséricorde atteint près de 9 hectares.

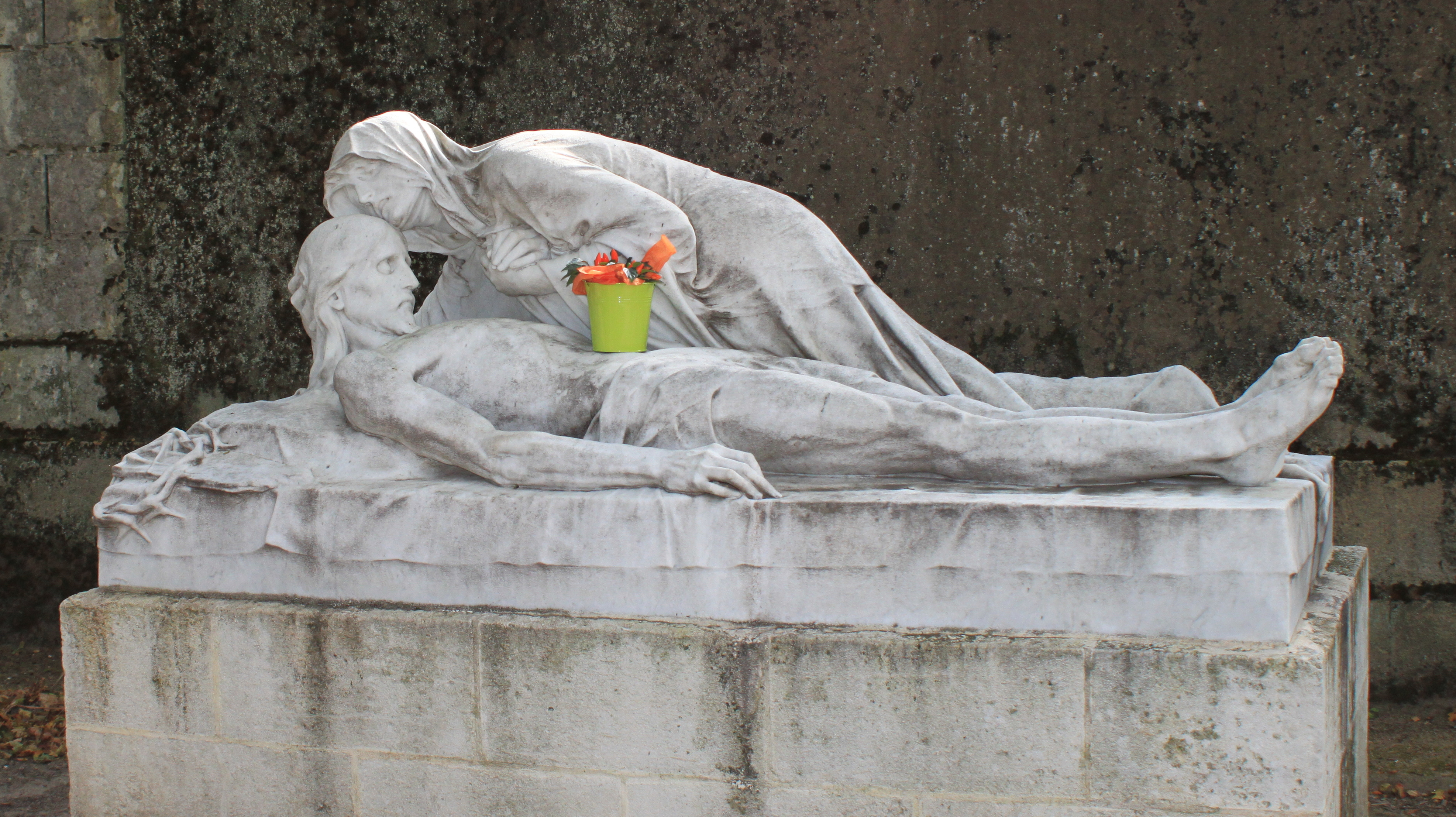
La pietà de Jacques Perrin (sculpteur), à l'entrée est.
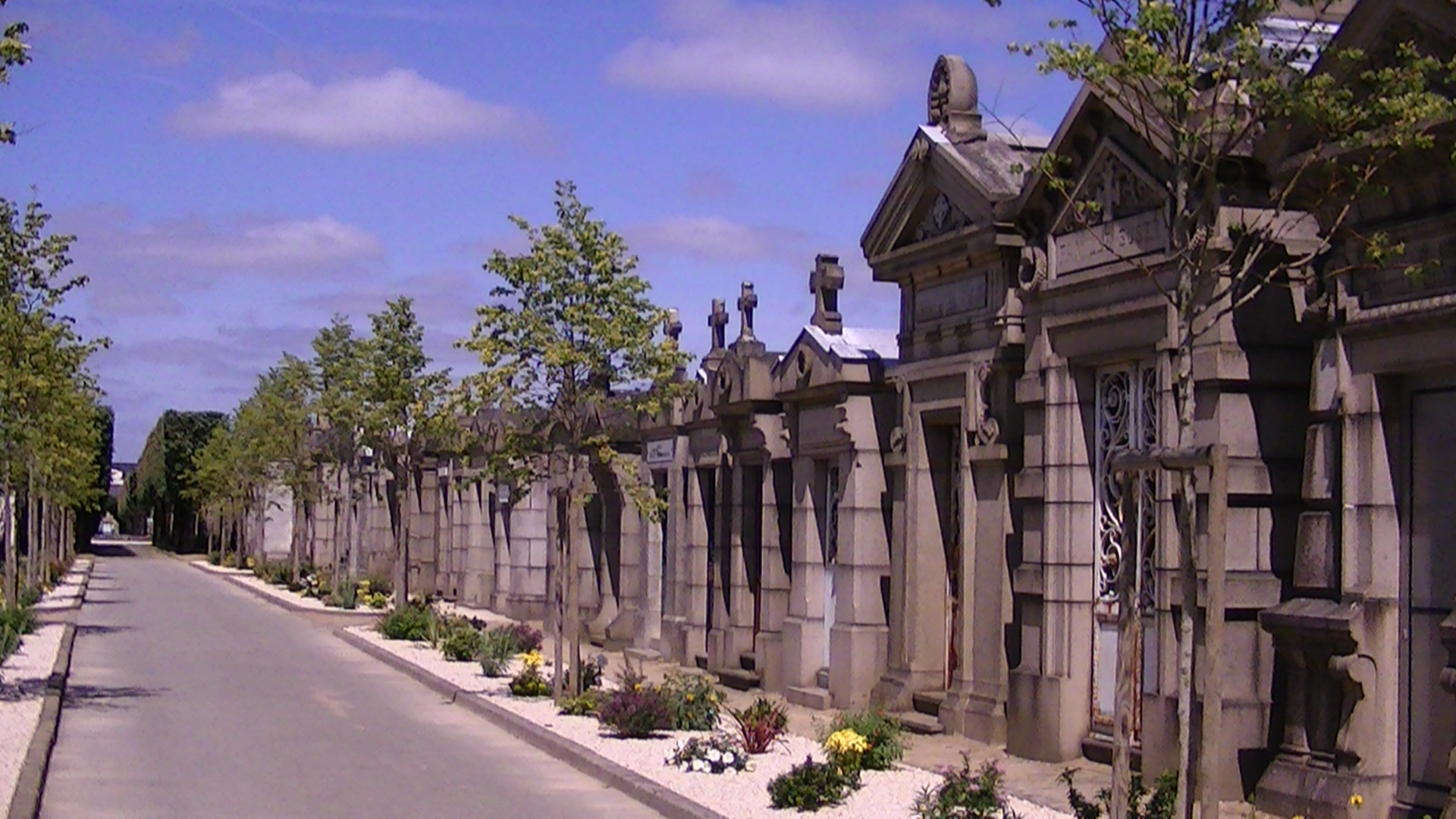
Caveaux funéraires dans une allée.
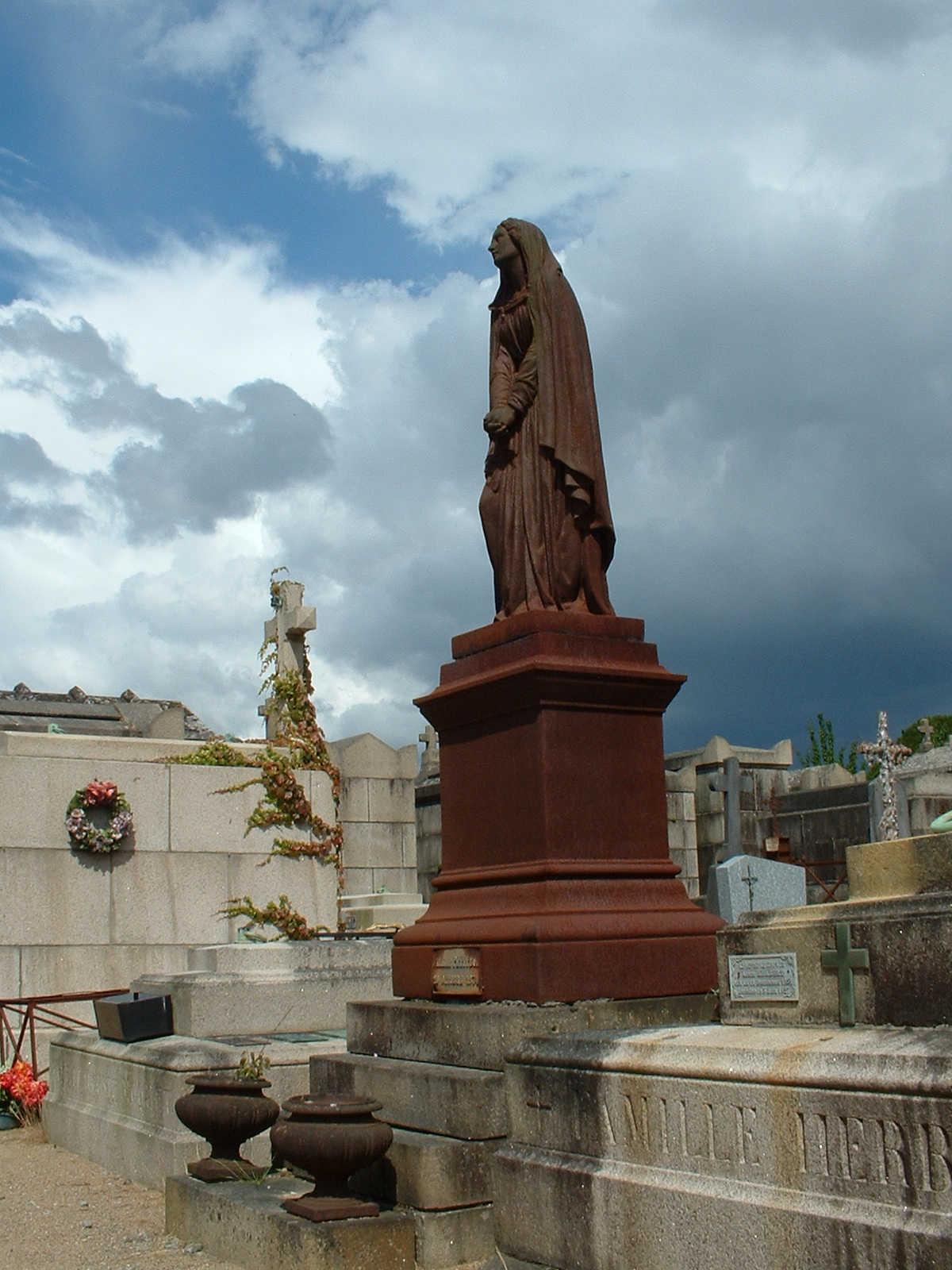
Statue sur une tombe.
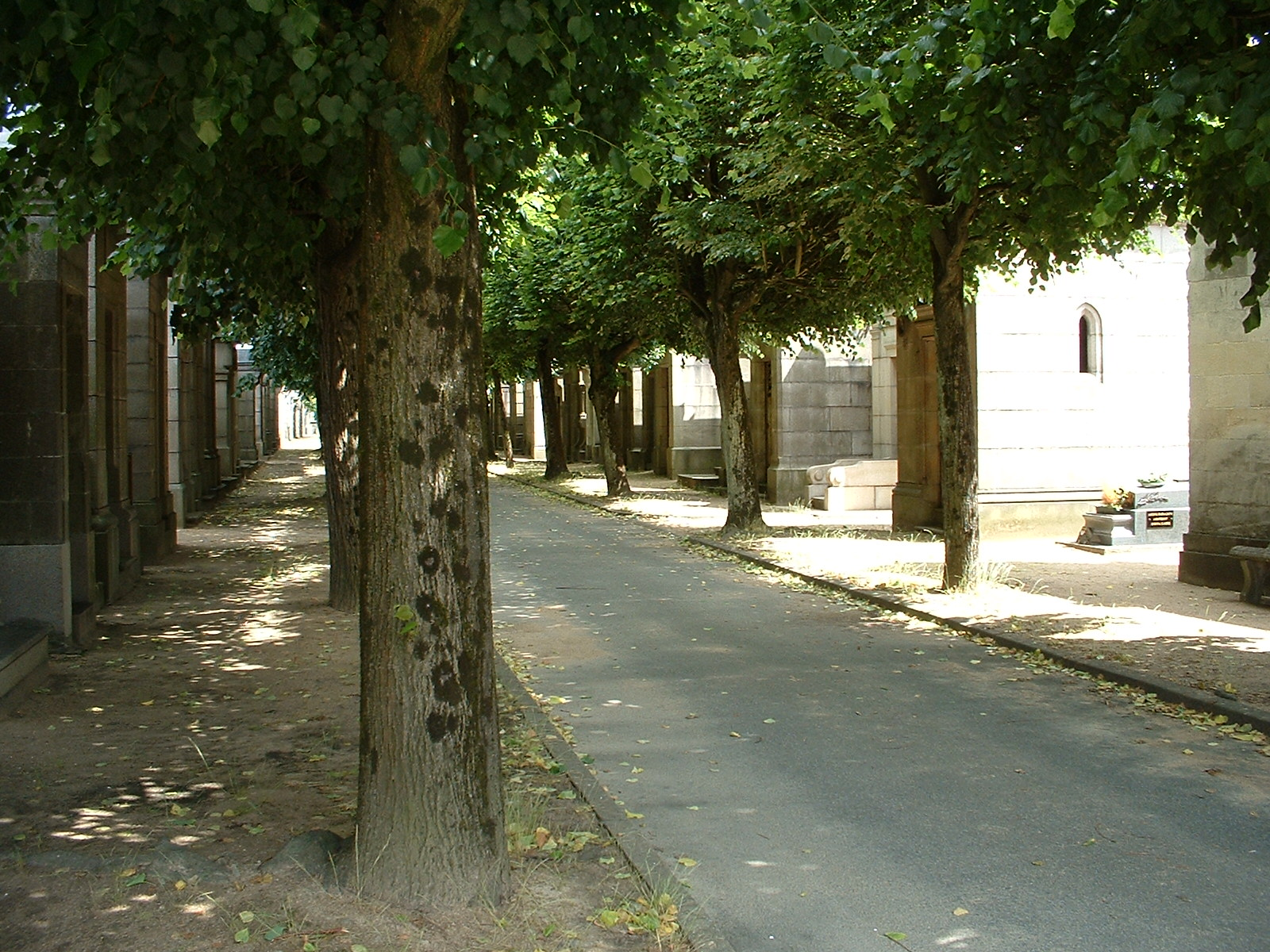
Allée centrale.

### Carré juif
La partie la plus ancienne, située à gauche de l'entrée principale, accueille les cimetières juif et protestant. Jusque dans les années 1870, le carré juif était enclavé dans la partie réservée aux protestants. Depuis la création de la zone réservée aux Israélites, ces tombes ont progressivement disparu ; il n'en restait qu'une en septembre 2009, celle du chocolatier Godefroy Goldstein (1794-1844).
En 1876, une demande des autorités juives de Nantes auprès de la Mairie laisse apparaître que ce cimetière servait en outre à enterrer les corps des Juifs de villes comme Angers, Brest, Quimper ou encore Rennes, dont les communautés ne bénéficiaient pas de l'existence d'un cimetière israélite. En 1892, alors qu'il a été obtenu que le cimetière juif occupe 650 m2 au cimetière Miséricorde, la communauté juive demande l'extension de la surface, la suppression des symboles chrétiens dans cette zone, et la mise en place d'une clôture d'isolement. Le décret promulgué par Napoléon Ier le 23 Prairial an XII aurait permis ce dernier point, mais la loi du 14 novembre 1881 l'interdit. Le carré juif a donc été débarrassé des ornements chrétiens et étendu à 1 200 m2 mais n'a pas été entouré d'une clôture. Ce carré étant arrivé à saturation en 1987, la Mairie a accordé 108 emplacements du Cimetière Parc à la communauté juive.

### Carré protestant
Le 24 mars 1726 un édit royal de Louis XV fait obligation à plusieurs villes dont Nantes d'aménager un cimetière clos et surveillé par un gardien, destiné aux étrangers protestants venant à décéder en France. Nantes attribue alors une parcelle qui par la suite est incluse dans l'actuel cimetière Miséricorde. Bien que le texte légiférant leur création précise que ce lieu doit être réservé aux « étrangers de la Religion prétendue réformée », les protestants locaux y sont enterrés, y compris ceux des paroisses avoisinantes.
Après la Révolution, on tente de régler le problème en imposant aux communes dont les habitants relèvent de plusieurs cultes de créer des zones séparées, ainsi que dispose l'article 15 de la loi du 23 Prairial an XII. Cette loi rencontrait l'hostilité des catholiques très majoritaires et qui admettaient parfois assez mal la présence protestante : dans une lettre de 1852, en raison de travaux, l'évêché de Nantes autorise temporairement la traversée de la partie catholique du cimetière Miséricorde par les convois funèbres protestants, à condition que des mesures soient prises pour éviter qu'ils croisent les convois catholiques.

### Sépultures militaires
Durant la guerre de 1870, des prisonniers blessés de l'armée prussienne (ou ses alliées) sont transférés à Nantes. Cinq d'entre eux ayant succombé à leurs blessures sont enterrés au cimetière Miséricorde, dans le carré protestant. Depuis leur inhumation, ces tombes ont été déplacées, toujours dans la même zone.
Après la fin de la Première Guerre mondiale, le gouvernement français a organisé le retour des dépouilles des soldats dans leur commune d'origine aux frais de l'État. La demande devait être faite auprès du service d'état-civil des armées, et les corps furent convoyés vers Nantes par train. Jusqu'en 1926, 76 convois transportant 770 soldats sont passés par Nantes qui servait de plaque tournante départementale. D’autres corps arriveront individuellement dans les années suivantes. Deux cents d'entre eux sont enterrés au cimetière Miséricorde.

## Monuments particuliers

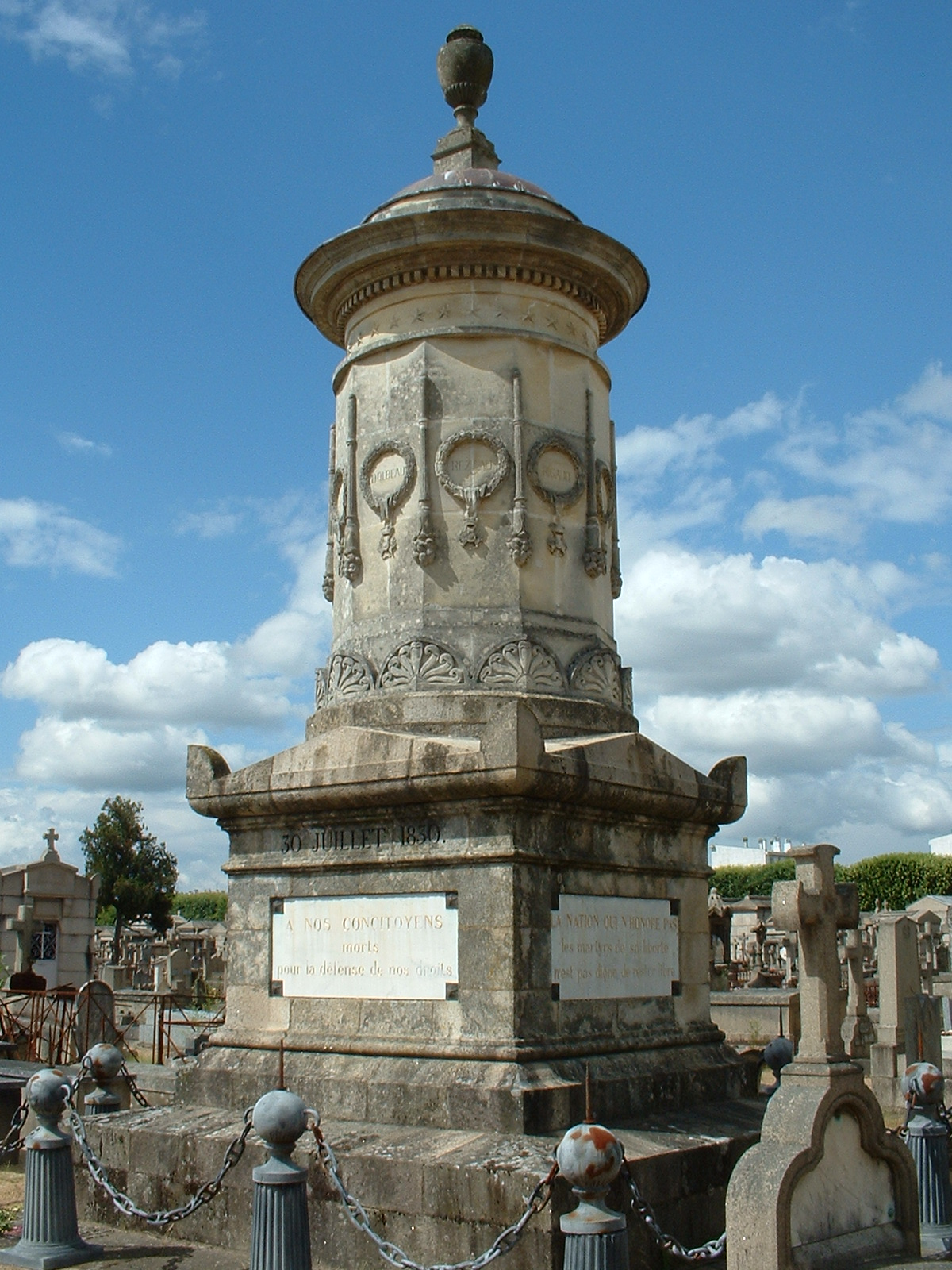
Monument aux morts de 1830.

- Un mausolée a été édifié à la mémoire de dix Nantais tués par la troupe le 30 juillet 1830 lors d'une manifestation place Louis XVI (devenue depuis place Maréchal-Foch). Le 25 juillet 1830, une ordonnance modifie la règle de composition du Collège électoral, point de départ des Trois Glorieuses. Ainsi éliminée, la bourgeoisie commerçante et industrielle nantaise, qui prend connaissance des faits avec quelques jours de décalage dus au temps nécessaire à la communication de l'époque, manifeste le 29 juillet place de la Comédie (actuelle place Graslin), opération au terme de laquelle quinze arrestations ont lieu. Le lendemain, 150 personnes, dont certaines armées, manifestent devant l'hôtel d'Aux où siège l'État-Major de l'armée. Un coup de feu est tiré, la riposte de la troupe est immédiate, entraînant les dix décès (dont celui du frère aine de Jean-Simon Voruz, Pierre Samuel Voruz). Une souscription publique organisée par Le Journal de Nantes est levée pour la construction d'un monument, où les victimes honorées sont inhumées le 23 mars 1831[19].

Plaques apposées sur le monument de 1830
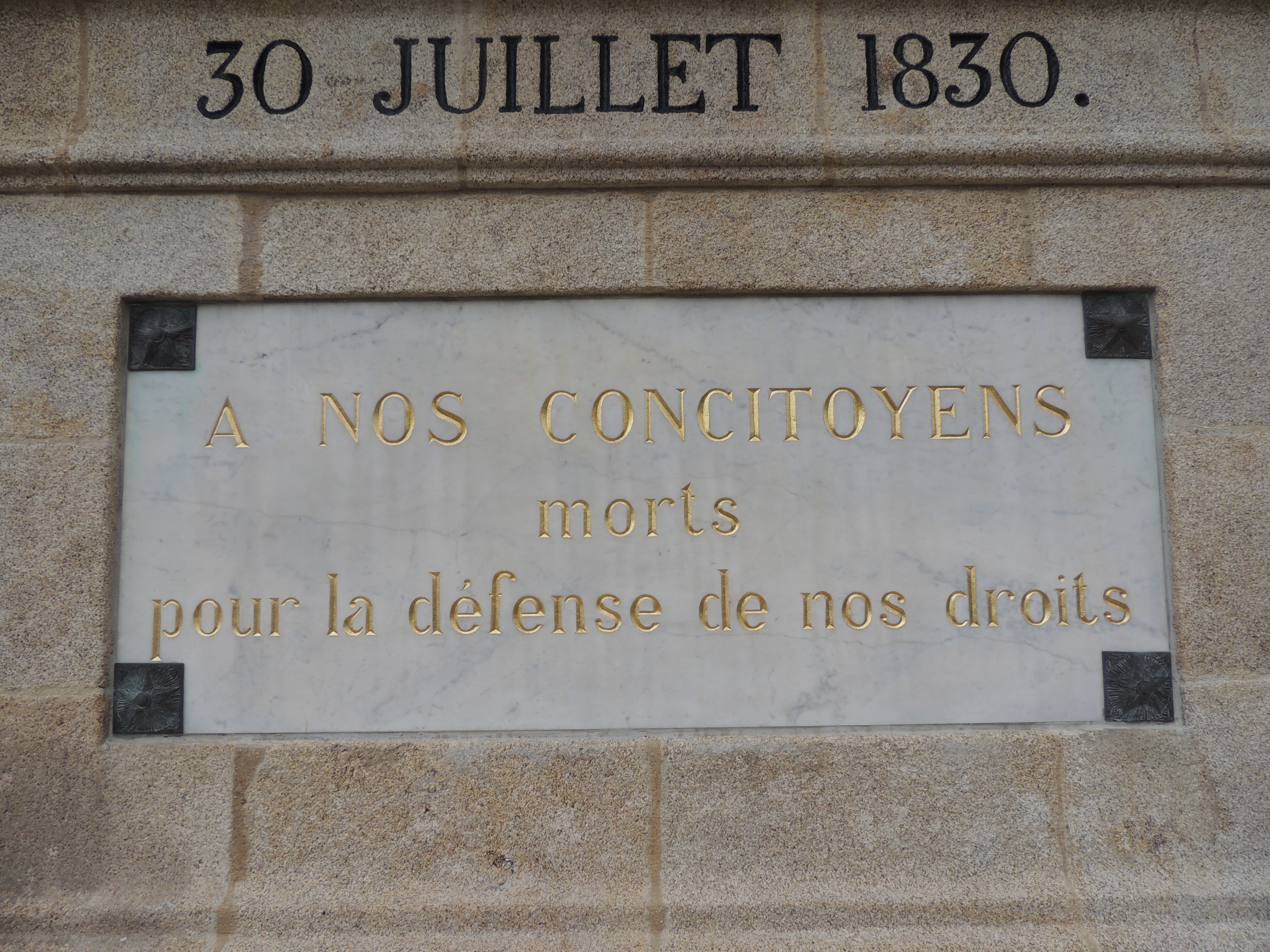
Ouest.
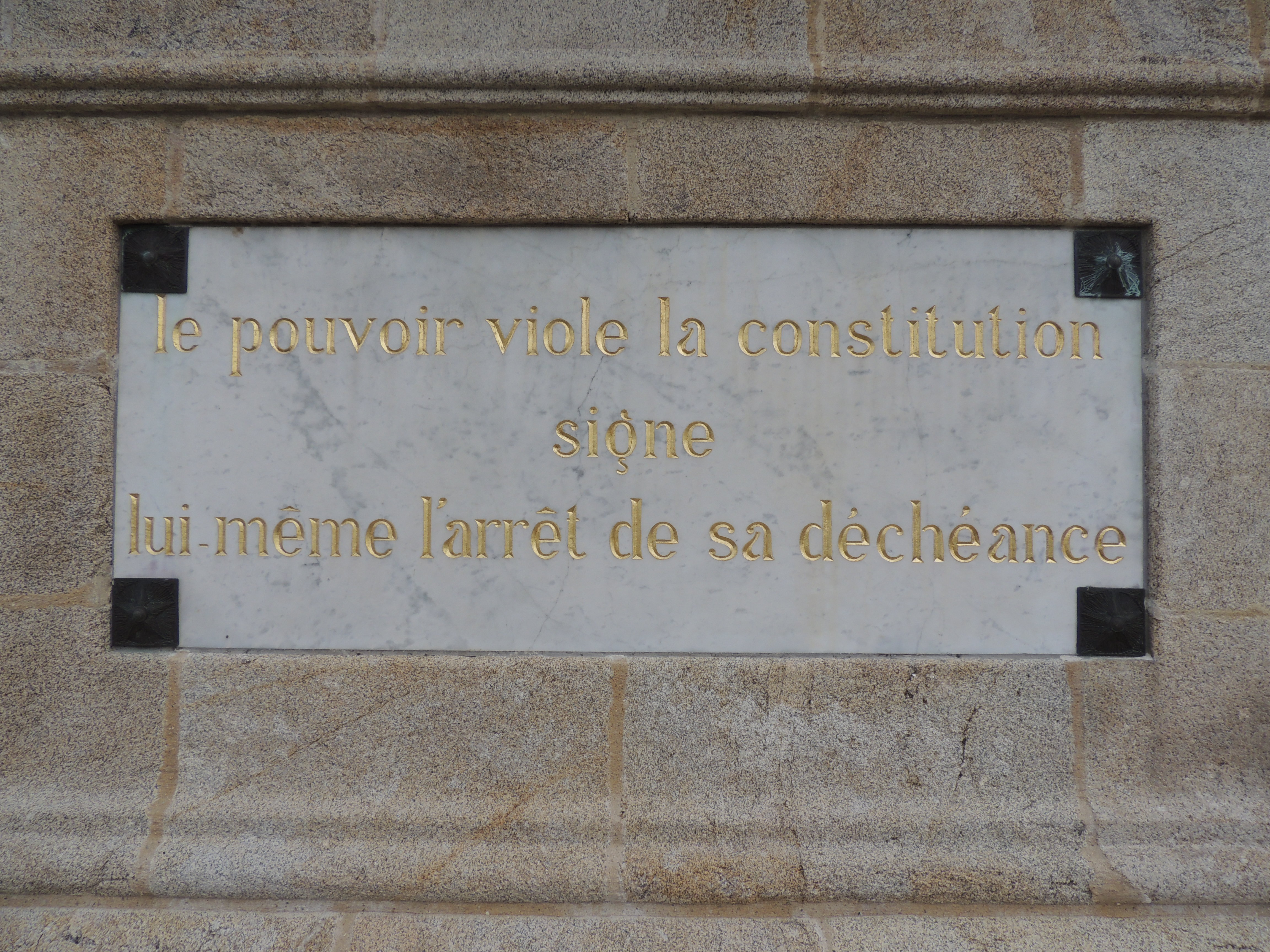
Nord.
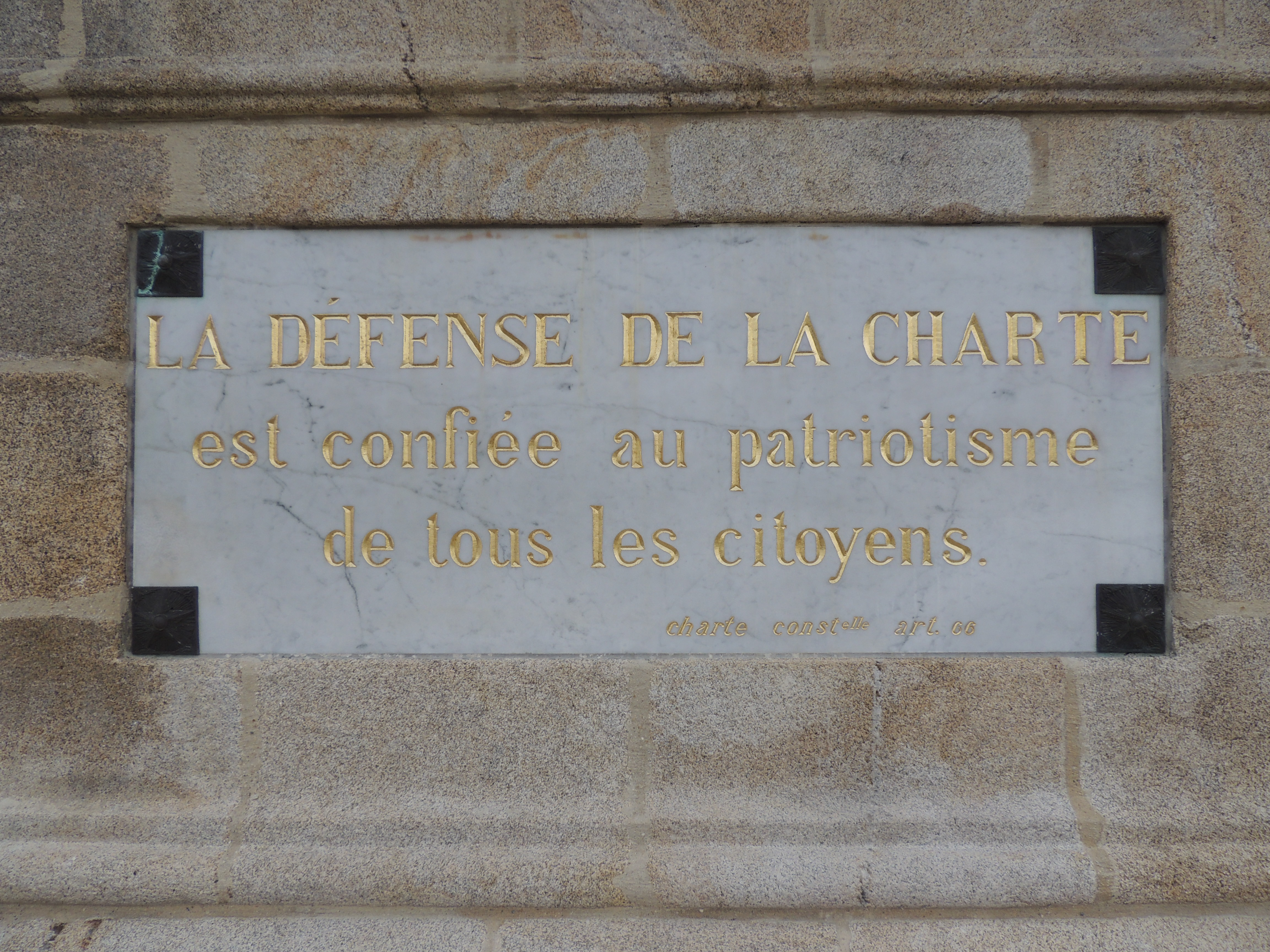
Est.
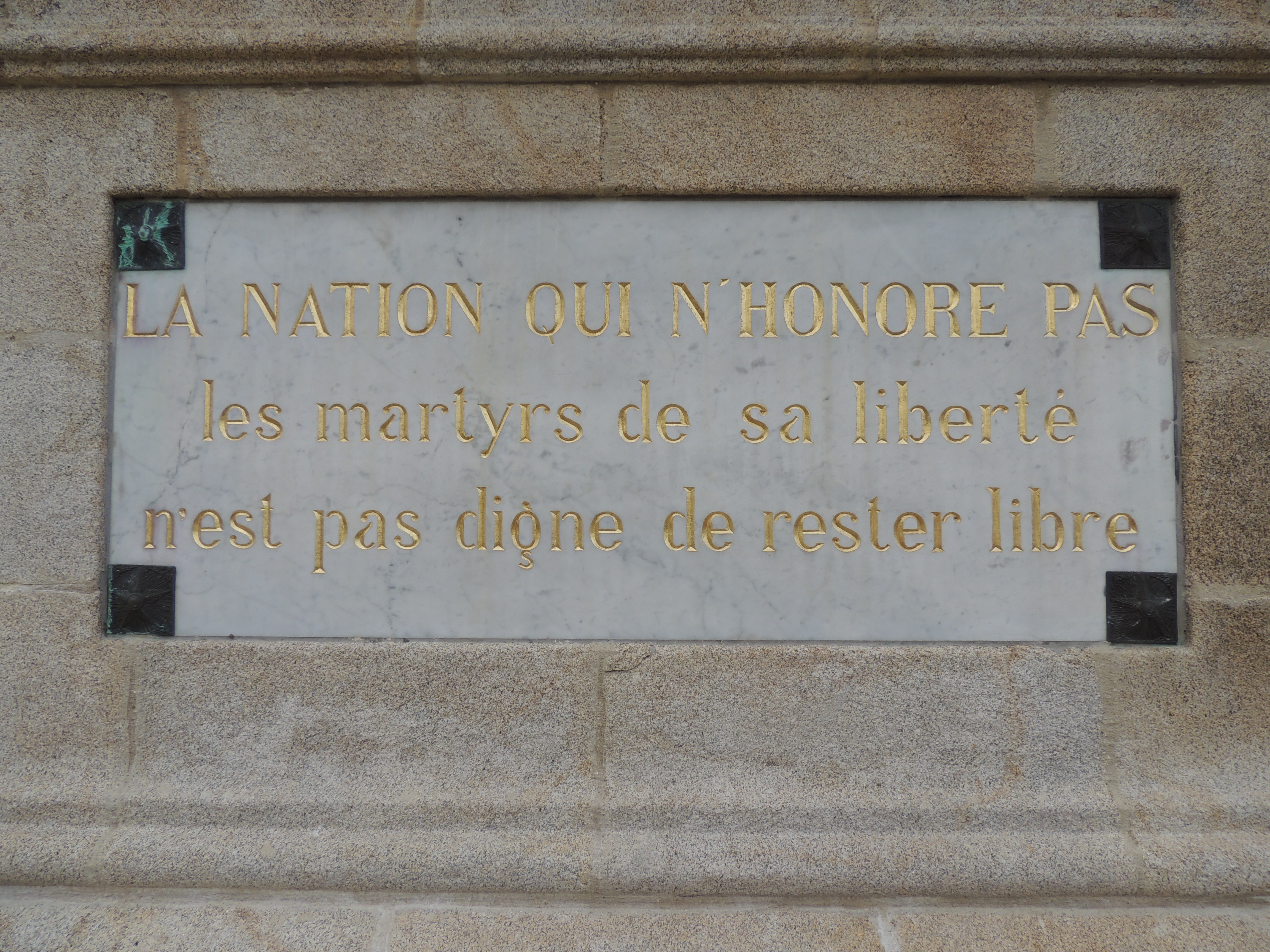
Sud.

- Le buste en bronze ornant la tombe de Philippe Gengembre (1764-1838), chimiste et inventeur français. Ce buste a été réalisé par le sculpteur Étienne Nicolas Édouard Suc (1807-1855). Philippe Gengembre fut inspecteur général des Monnaies sous l'Empire, puis fondateur et directeur de la Manufacture royale des machines à vapeur d’Indret.

- Sur la tombe d'Alexandre Fourny, un des 48 otages exécutés après la mort du lieutenant-colonel Hotz, un monument a été érigé[20].

## Hôtes célèbres ou remarquables
Parmi les noms les plus connus inscrits sur les stèles de la Miséricorde,,, : 
- des hommes politiques : les maires de Nantes Paul Bellamy, Mathurin Brissonneau, Léopold Cassegrain, Clovis Constant, Gabriel Guist'hau, Arsène Leloup, Paul-Émile Sarradin et René Waldeck-Rousseau, ainsi que René Delafoy, Alexandre Fourny, Pierre Haudaudine, Maurice Sibille et Achille Clarac ;
- des architectes : Jean-Baptiste Ceineray, Joseph-Fleury Chenantais, Georges Lafont, Émile Libaudière ; l'existence de la tombe de Mathurin Crucy, dans un certain état d'abandon, est mentionnée par un article de L'Ouest-Éclair du 3 novembre 1936[24] ;
- des auteurs : Joseph Malègue (romancier), André Perraud-Charmantier (juriste et hisrorien) ;
- des personnalités de la presse, de l'enseignement : Étienne Destranges, Morvan Lebesque, Eugène Livet, la famille Mangin (fondatrice du Phare de la Loire), Francis Portais, George Schwob ;
- des personnalités liées à la culture :
  - des peintres : George Barbier (dessinateur de mode et illustrateur), Léon Bouchaud et ses petits-fils Étienne, Jean (peintres également), et Michel Bouchaud (illustrateur), Pierre Henri Charpentier (lithographe), Jules-Élie Delaunay, Alexandre-Jacques Chantron,
  - les sculpteurs Amédée Ménard,Georges Bareau,
  - les musiciens Louis-Albert Bourgault-Ducoudray et Jean-Paul Corbineau (cofondateur du groupe Tri Yann),
  - les parents et l'une des sœurs de Jules Verne,
  - dans le carré israélite on trouve la tombe de Salomon Kétorza[Note 1], qui en 1898 fait découvrir le cinéma à Nantes en installant un cinéma ambulant, avant de créer rue Corneille en 1920, le cinéma Katorza qui est toujours en activité[25] ;
- des industriels et commerçants : Jean-Maurice Étienne Amieux, Léon Bureau, Cassegrain, la famille Decré, Thomas I et Thomas II Dobrée, la famille Dubigeon, Paul Eudel, Abraham-Louis Favre, Philippe Gengembre, Lefèvre-Utile, Louis Pommeraye (initiateur de la construction du passage Pommeraye), Louis Say, Jean-Simon Voruz ;
- des militaires : Jean Baptiste Fidèle Bréa, Edmond Buat, Cambronne, Pierre Dominique Garnier, René Guiné, Léon Jost, Émile Mellinet ; la première victime du devoir enterrée à Miséricorde est Pierre Jamoneau, un pompier volontaire, boulanger puis chauffeur de la société Lefèvre-Utile de profession, mort à 29 ans le 27 décembre 1892 des suites des brûlures subies en combattant « l'incendie de la rue Crucy »[26] ;
- un religieux : Henri Gosse (frère Camille de Jésus)[Note 2].

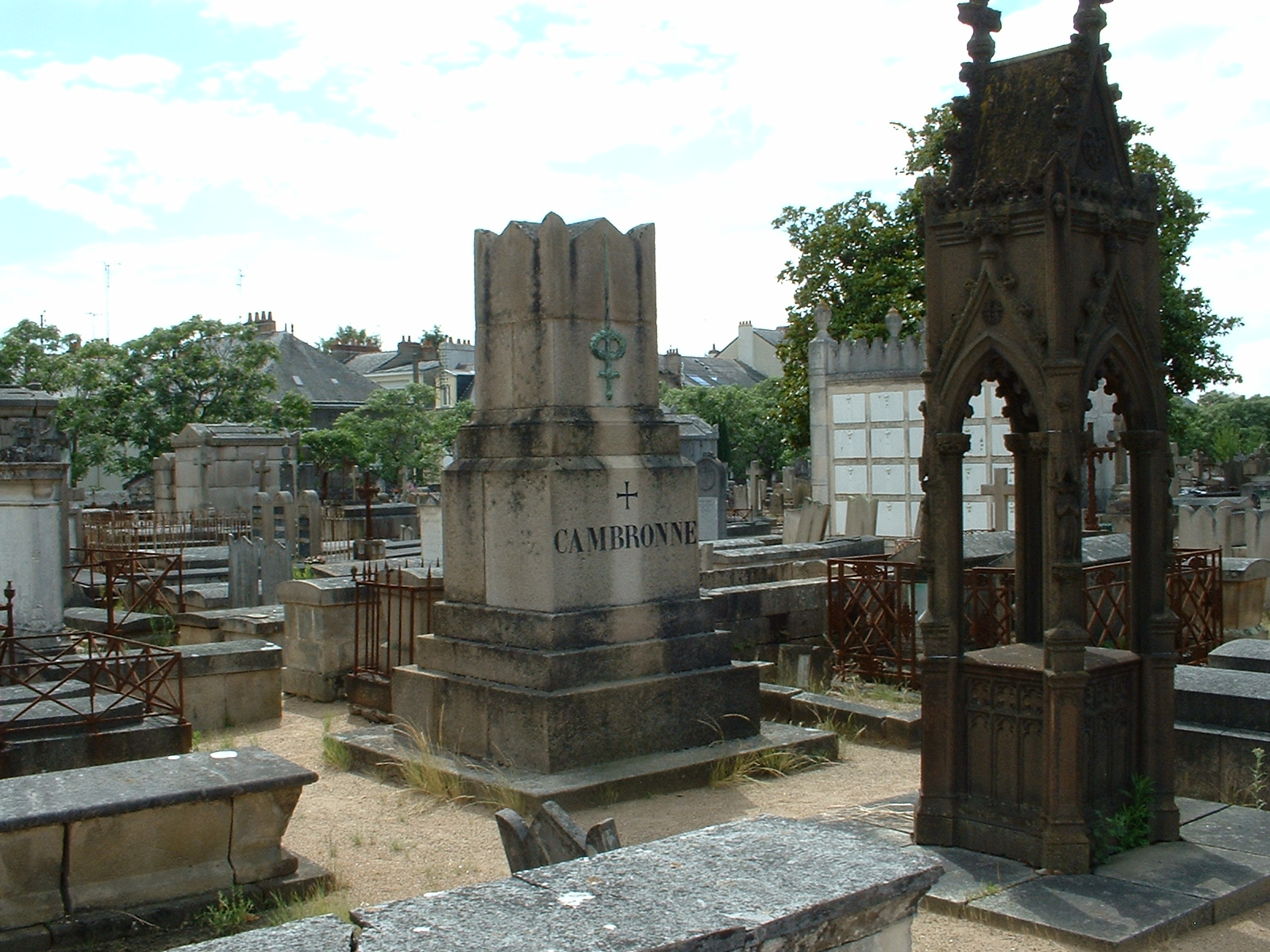
Tombe de Cambronne.
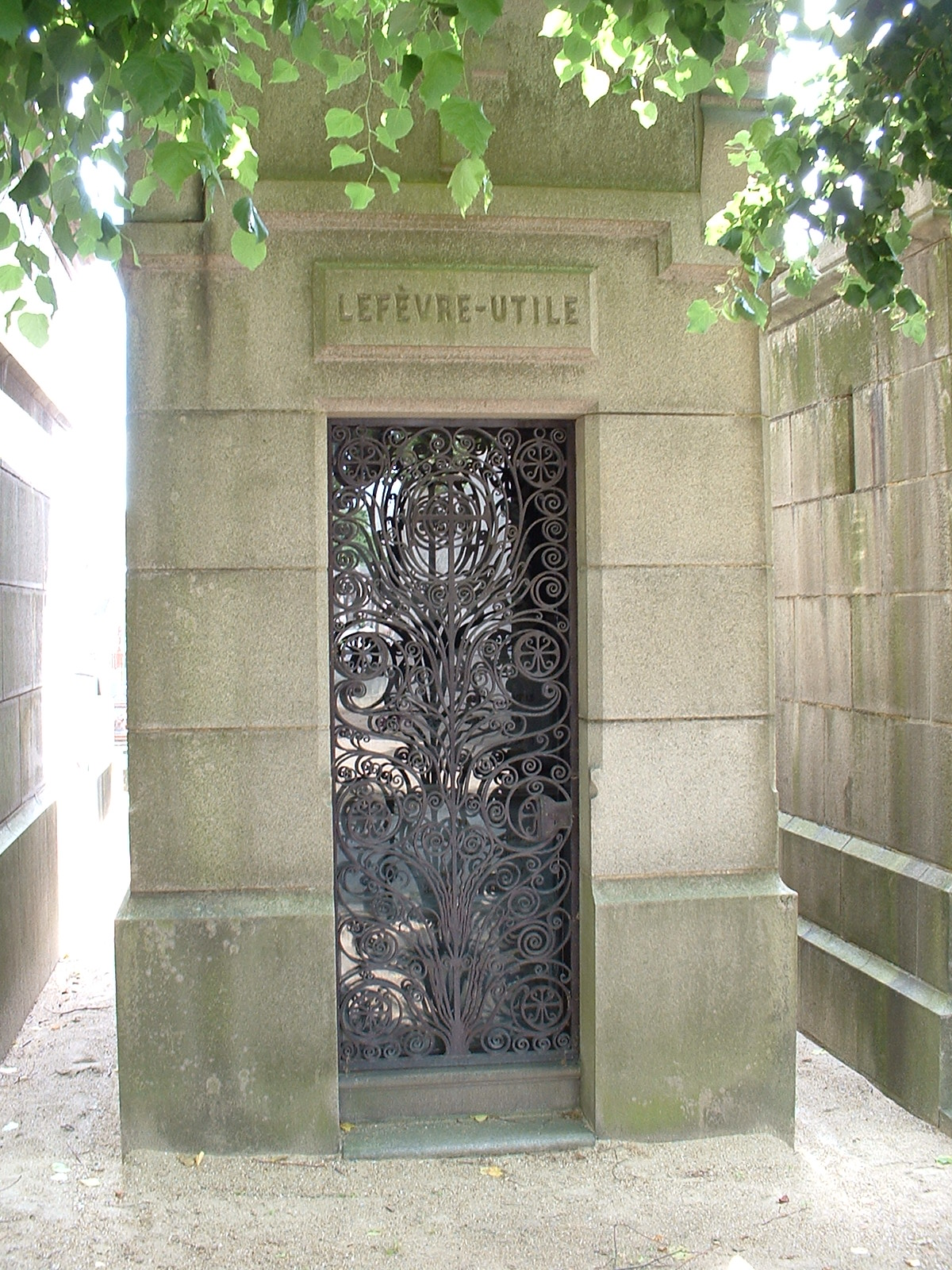
Caveau Lefèvre-Utile.
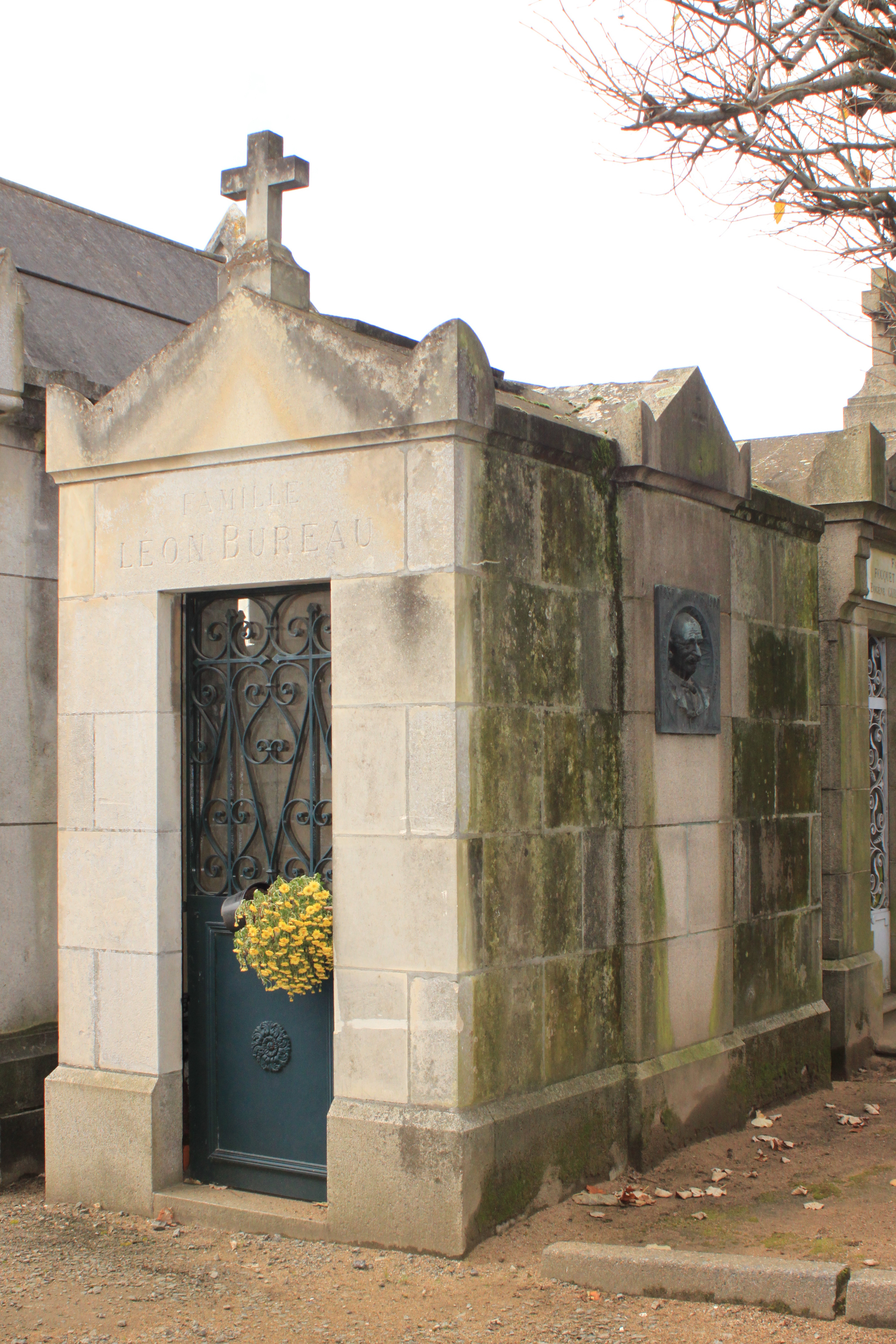
Caveau de Léon Bureau.

## Conservation
Un travail de restauration est entamé en 2009 sur les sépultures les plus emblématiques. La première à suivre une cure de jeunesse est celle de Joseph-Fleury Chenantais, l'architecte à qui Nantes doit les plans de l'ancien Palais de Justice, la Manufacture des tabacs, l'église Notre-Dame-de-Bon-Port. Le propriétaire du tombeau à l'ouverture des travaux est Jean-François Peigné, arrière-arrière-petit-fils du défunt, qui contribue pour une petite part aux frais qui s'élèvent à 8 000 euros, assumés en grande partie par la ville de Nantes et la fondation du patrimoine (3 778 euros chacune). Pour toutes les opérations de rénovation de ce projet, il est demandé aux éventuels propriétaires des tombes une participation financière proportionnelle à leurs revenus. La rénovation du monument Chenantais prend fin en septembre 2009, suivent celles concernant les sépultures de Pierre Cambronne, Désiré Colombe et Jean-Baptiste Joseph Debay. Des rénovations ont ensuite été effectuées sur les tombes de Philippe Gengembre, Amédée Ménard et Alexandre Fourny, ainsi que sur la colonne de 1830. En 2015, c'est la sépulture d'Eugène Livet qui doit bénéficier de l'opération.

## Le cimetière Miséricorde dans les arts

### Littérature
Paul Nizan, dans Antoine Bloyé (1933), évoque le cimetière Miséricorde : 

« Le cimetière Miséricorde ressemblait à une grande ville. (...) L'avenue principale était bien bâtie : elle traversait le quartier des morts qui avaient été riches, bâtisseurs de domaines, d'entreprises et de tombeaux. Par les portes de fer forgé et de verre, on apercevait au fond de ces pavillons de belles pierres, de granit, de tuffeau, de petits autels domestiques couverts de nappes brodées, de vases bleus, de portraits sur émail, de statues peintes du Christ, de la Vierge, des Sacrés-Cœurs, des colombes. (...) Il y en avait dans le style roman, dans le style gothique, d'autres étaient coiffées par des dômes à pan, des dômes surmontés, écailleux comme des lézards en céramique. (...) »

### Cinéma
Le cimetière sert de décor pour une scène du film Cessez-le-feu d'Emmanuel Courcol, sorti en 2017.